# Manolo Sanlúcar
Manuel Muñoz Alcón (Sanlúcar de Barrameda, 24 de noviembre de 1943-Jerez de la Frontera, 27 de agosto de 2022), conocido como Manolo Sanlúcar, fue un guitarrista y compositor español.

## Biografía
Nació y creció en un ambiente flamenco ya que su padre fue un gran aficionado a la guitarra, hasta el punto que buscó como maestro a Javier Molina, uno de los guitarristas más importantes de aquella época. «Afortunadamente, esa fue la decisión que marcaría su vida y la de sus hijos», dijo el propio Manolo Sanlúcar en sus memorias.
Las enseñanzas recibidas por Isidro Muñoz,su padre,le habían obligado a desplazarse en bicicleta cada día de clase desde Sanlúcar a Jerez de la Frontera, ciudad donde residía el maestro Javier Molina. El joven Manolo Muñoz recibió de su padre toda la sabiduría guitarrística que éste había asimilado durante las clases recibidas en Jerez. Mirando hacia atrás en el tiempo, el actual Manolo Sanlúcar consideró las clases con su padre «un tipo de enseñanza seria y rigurosa que aún hoy me sirve como ejemplo a seguir». Sus hermanos también siguieron la misma vocación, y destacó entre ellos Isidro, que llegó a convertirse con el tiempo en un apreciado intérprete y compositor. El propio padre fue adquiriendo experiencia de la vida flamenca actuando en fiestas privadas y en espectáculos modestos que se organizaban en la comarca de Sanlúcar. A los ocho años, Manolo Muñoz ganó un premio junto a un joven cantaor de Sanlúcar y desde ese momento no dejó de intervenir con su guitarra en actos musicales, como fueron las fiestas privadas, festejos de pueblos de los alrededores de Sanlúcar e incluso en programas de radio. Estas actuaciones permitieron que su nombre llegara a oídos de Pepe Pinto.

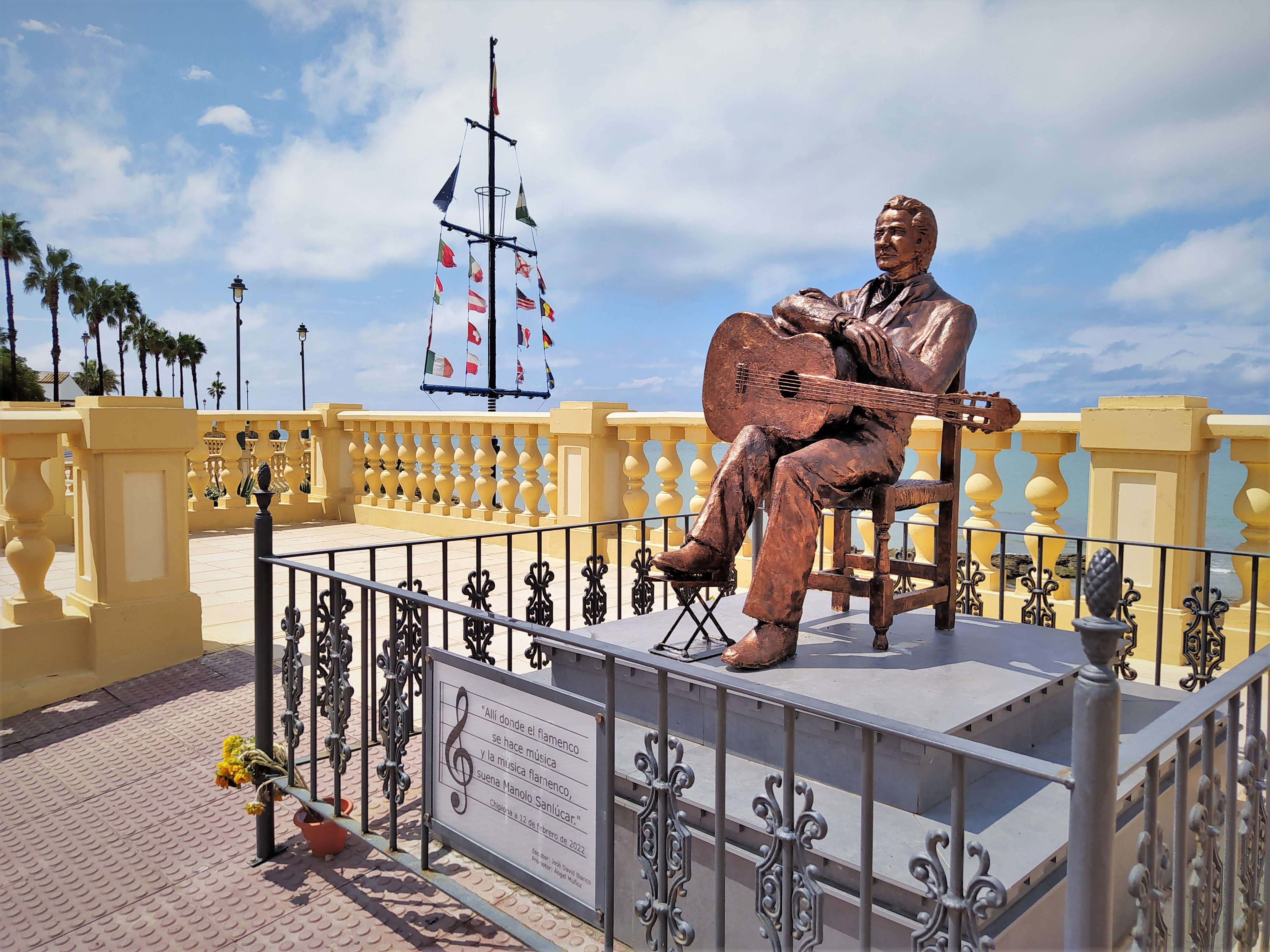
Escultura homenaje al guitarrista español Manolo Sanlúcar en Chipiona (Cádiz)

El maestro sevillano se interesó por conocer personalmente al joven guitarrista. Y a Sevilla se dirigió Manolo Muñoz acompañado por un modesto cantaor, "El Guija", para ser escuchado por Pepe Pinto y Pastora Pavón. Terminada la prueba, el Pinto le propuso a Manolo que, si quería, podía pertenecer al elenco de su compañía. Dado que la compañía estaba de descanso, debido a que acababan de finalizar una tourné, le facilitó que formara parte del espectáculo de Pepe Marchena, que se preparaba para iniciar una gira. En la compañía de Pepe Marchena, sin haber cumplido los catorce años y con un sueldo de cincuenta pesetas, dio comienzo la actividad artística de Manolo Muñoz. En ese tiempo, al joven guitarrista le llamaban «Manolito el de Sanlúcar», denominación que más tarde se transformaría en su definitivo nombre artístico.
Su debut lo realizó en un modesto teatro del pueblo malagueño de Campillos y en la compañía de Marchena figuraban también los cantaores Manolo el Malagueño, Luis Rueda y un grupo de artistas noveles. Cerraban el cartel Manolo Cómitre y Manolo Muñoz, que en esa fecha aún no había adoptado el nombre de su pueblo. Permaneció varios años en la compañía de Pepe Marchena, y pasaría después a la de Manolo el Malagueño. Formando parte de la compañía de Manolo el Malagueño, conoció a La Paquera de Jerez cuando esta gran artista se incorporaba al espectáculo. La admiración y simpatía de Sanlúcar por La Paquera fue inmediata, hasta el punto de que el propio Manolo Muñoz llegaría a expresarse más tarde en estos términos: «Aquella presencia jerezana resultó una aportación extraordinaria en mi caminar artístico».
Cuando la compañía de Manolo El Malagueño cumplió su calendario de actuaciones, dio por finalizada su existencia. A partir de ese momento, La Paquera de Jerez y Manolo Sanlúcar formaron una pareja que durante cinco o seis años recorrió España «actuando en los teatros más prestigiosos y en los pueblos más humildes» y siguieron juntos hasta que le ofrecieron a La Paquera un contrato sustancioso en el tablao flamenco de "Las Brujas", en Madrid. Una vez cumplido el servicio militar, Manolo Sanlúcar retomó su vida profesional junto a La Paquera de Jerez. Y fue precisamente en los momentos en que la pareja realizaba ensayos para dar comienzo a su actividad artística cuando le ofrecieron a Manolo un contrato en el tablao "Las Brujas". La firma del contrato hubo de demorarse hasta que finalizó la proyectada gira con La Paquera. Fue a finales de los años sesenta cuando Manolo Sanlúcar entró a formar parte del tablao "Las Brujas", en el que también actuaban Terremoto, el Chato de la Isla, Romerito de Jerez y otros artistas; y también por esas fechas se iniciaron las grabaciones de su música. Por otra parte, también por esa época realizó su primer concierto en el Club Urbis de Madrid y, ante el éxito obtenido, repitió concierto en el Ateneo de la capital de España. A partir de entonces, realizó una serie de recitales en numerosos centros culturales y universitarios.
En 1972 se produjo su primera salida al extranjero, y obtuvo el primer premio del Festival de Música Folk celebrado en Campione d'Italia (Italia), en reñida competencia con dieciséis intérpretes de otros países. Así mismo, obtuvo el Premio Nacional de Guitarra Flamenca, concedido por la Cátedra de Flamencología y Estudios Folklóricos Andaluces, de Jerez de la Frontera. Estos éxitos supusieron la consagración del artista y a partir de aquí sus actuaciones se extendieron por toda la geografía nacional y por diversos países del extranjero (EE. UU., Canadá, Japón, Alemania o Francia).
En 1976 destacó, por su importancia, el concierto realizado en el Teatro Real de la capital de España. Y en el mismo año organizó y realizó una serie de cursos de guitarra flamenca, patrocinados por la Universidad Menéndez y Pelayo de Sevilla. La lista de premios y reconocimientos es muy extensa; por su importancia, entre ellos,el Primer Castillete Minero, categoría de Oro (1976), el Mejor Instrumentista Español (1980), el Disco de Oro Andaluz (1989), el Compás del Cante (1991), este último considerado como el Nobel del Flamenco.
Aparte de su discografía como acompañante, que data del período en el que Manolo Sanlúcar trabajó en el tablao flamenco de "Las Brujas", fue en sus grabaciones de estudio como solista que Sanlúcar se mostró plenamente , que lo situó a la cabeza de las guitarras flamencas. Este hecho no sólo fue importante en el mundo de la guitarra flamenca, sino que, lógicamente, también fue importante en su carrera artística. Para el guitarrista representó entrar a formar parte de una nueva generación de guitarristas, en la que, además de él, destacaban Paco de Lucía y Serranito. Refiriéndose a ese tiempo, se expresó: «Nos damos cuenta de lo que necesitaba la guitarra flamenca y, sobre todo, lo que necesitaba era enriquecerse en el sentido armónico; la guitarra flamenca era muy pobre en armonía». Las obras como solista las realizó a partir de 1968. El análisis técnico del conjunto de estos trabajos lo desarrollamos tomando como base la obra de Norberto Torres "Historia de la Guitarra Flamenca".
Las primeras grabaciones fueron realizadas entre 1968 y 1973, período en el que grabó cinco discos: "Flamenco", "Inspiración" y, sobre todo, los tres volúmenes de "Mundo y Formas de la Guitarra Flamenca", que aparecieron, estos tres últimos, entre 1972 y 1973. Esta última grabación fue considerada muy importante en el ámbito de la guitarra flamenca de aquellos momentos, hecho que ha sido resaltado por los estudiosos del tema. Es en estos tres discos, donde el guitarrista, según Norberto Torres, «utilizará hacia lo bello en el toque andaluz»: predilección por las tonalidades clásicas, con el sello jerezano de las formas flamencas "por medio" (en LA frigio) y Ricardo en toques "por arriba" (en MI frigio); evolucionó técnicamente en el toque que su padre, discípulo de Javier Molina, le había enseñado.
En 1974, apareció en el mercado el disco "Sanlúcar", uno de cuyos temas es la rumba "Caballo Negro", que tuvo un gran éxito; disco que resaltando el papel melódico de la guitarra ofrece a la vez aspectos de la denominada "música ligera". Este hecho le impulsó a escribir a Manuel Ríos Ruiz en la contraportada del disco: «¿Ha nacido una nueva música? Posiblemente sí». Y comentó Norberto Torres: «Nueva Música llamó Ríos Ruiz a lo que sin duda hoy se calificaría como Nuevo Flamenco. El disco "Sanlúcar" constituyó el inicio de grabaciones para consumo del gran público, fenómeno que nació como respuesta a la irrupción en el mercado español de la música anglosajona. Fue el momento de que la música andaluza llegó al exterior, y a tal efecto aparecieron en el mercado títulos como "Candela" (1980) y "Al viento" (1982).
Con relación al deseo de que la música andaluza llegara al exterior, Norberto Torres comentó: «Sin embargo Manolo Sanlúcar no se olvida del público de los guitarristas e incluye siempre toques flamencos en esos discos como "Sentimiento", que aparece en 1976, o "Azahares" (1981), con repertorio marcadamente marismeño en su concepción, tratamiento de flautas traveseras a dos voces, donde sin embargo una escucha atenta indica que está experimentando el cambio frecuente de tonalidades en un mismo toque, es decir, modulaciones, como recurso para aportar ideas nuevas». Al mismo tiempo que salieron al mercado estos discos dirigidos al gran público, en 1977 realizó un trabajo dedicado a Miguel Hernández con el título "...Y regresaré".
En 1978 apareció en el mercado una nueva obra titulada "Fantasía para guitarra y orquesta", consistente en un concierto para guitarra y orquesta que preludiaría una serie de obras en línea con su vocación de compositor. Después apareció una obra que con la denominación de "ópera flamenca" y el título de "Ven y sígueme" incluyó el cante de El Lebrijano y Rocío Jurado, y en 1984 un nuevo concierto para guitarra y orquesta titulado "Trebujena".
En el año 1985, y cumpliendo un encargo del gobierno autonómico de Andalucía, editó "Testamento Andaluz" y en el mismo año estrenó en el Teatro de la Zarzuela de Madrid su versión del drama "Medea", representado por el Ballet Nacional de España. Este ballet fue representado posteriormente en varios países europeos por el mismo Ballet Nacional. Fue en 1988 cuando apareció en el mercado su obra muy flamenca como fue "Tauromagia". En 1990 compuso la música de sintonía para Canal Plus, y en 1992 volvió a componer para el Ballet Nacional la obra "Soleá" y escribió y grabó la música de la "Enciclopedia de Andalucía".
En 1992 fue encargado por Carlos Saura de la dirección musical de la película Sevillanas. Pero, según Norberto Torres, la obra más ambiciosa de este periodo es su poema sinfónico "Aljibe". La razón de ser de esta obra fue explicada con las propias palabras de Manolo Sanlúcar: «Una señalada tendencia a la búsqueda de reunir todas las fuerzas dispersas en mi interior me ha llevado a plasmar el alma poética de aquellas cosas que tienen un brillo especial en mi memoria y a escribir "Aljibe", la música que está inscrita en la naturaleza que me rodea».
Ya en el año 2000, editó "Locura de brisa y trino", donde trató, acompañando la voz de Carmen Linares, que canta poemas de Federico García Lorca, de mostrar que existen otros modos musicales que amplían el horizonte de la guitarra flamenca sin necesidad de dejar a un lado las raíces, o, como él mismo explicaba antes de interpretar "Normas". Igualmente en ese año recibió el Premio Nacional de Música en categoría "Interpretación". En 2005 grabó el Himno de Andalucía.
En 2007 editó su autobiografía El alma compartida, en la que, a lo largo de medio millar de páginas, hizo «memoria de la niñez, sus amigos, sus familiares, sus aficiones taurinas y su aprendizaje de la guitarra, la memoria del joven precozmente inserto en las cohortes nómadas de las compañías y los teatros, el acompañante de los más grandes artistas flamencos de la segunda mitad del Siglo XX, y desde ahí hasta su inmersión en el mundo profundo de la música y el arte, su proyección internacional y su insobornable defensa de la autenticidad en la vida y en la profesión.» Desde 2010 estuvo inmerso en una Obra didáctica de la guitarra flamenca. En 2019 se publicó el documental Manolo Sanlúcar: El legado.
En 2021, y tras quince años de trabajo, publicó La guitarra flamenca, Manolo Sanlúcar, realizada en formato audiovisual y actuando la guitarra como conductora de las manifestaciones propias, junto al cante y el baile, comprende la exposición artística de los géneros o palos del flamenco desde el aspecto formal de sus cánones. La obra consta, en su presentación literaria, de un primer libro dividido en tres volúmenes, titulado ‘Andalucía: La Otra Historia’, y un segundo libro, ‘La Escuela’, compuesto por dos volúmenes. En su apartado musical cuenta con doce DVD, publicados en formato digital, cada uno de los cuales contiene un capítulo audiovisual de 27 a 29 minutos de duración y uno especial de 46 minutos. Cuenta con cuarenta y un temas musicales en los que colaboran grandes artistas flamencos.

## Reconocimientos
- Medalla de Oro al Mérito en las Bellas Artes en 2015[11]
- Hijo predilecto de la provincia de Cádiz en 2016[12][13]
- Premio Internacional del Flamenco en 2021[14]

## Discografía
- Recital Flamenco (1968)[15]
- Inspiraciones (1970)
- Mundo Y Formas De La Guitarra Flamenca Vol. I (1971)
- Mundo Y Formas De La Guitarra Flamenca Vol. II (1971)
- Mundo Y Formas De La Guitarra Flamenca Vol. III (1972)
- Sanlúcar (1975)
- Sentimiento (1976)
- Fantasía  (1977)
- ...Y Regresarte (Homenaje A Miguel Hernández) (1978)
- Manolo Sanlúcar En Japón (1979)
- Candela (1980)
- Azahares (1981)
- Al Viento (1982)
- Ven Y Sígueme (1982)
- Trebujena (1984)
- Testamento Andaluz (1985)
- Medea (1987)
- Tauromagia (1988)
- Solea (1989)
- Aljibe (1992)
- Locura De Brisa Y Trino (2000)
- La Voz Del Color (2008)